# Sheldon Moldoff
Sheldon Douglas „Shelly“ Moldoff (* 14. April 1920 in New York City; † 29. Februar 2012 in Lauderhill, Florida) war ein US-amerikanischer Comiczeichner. Moldoff war vor allem bekannt als Schöpfer der Comicfiguren Poison Ivy, Batgirl und Hawkgirl.

## Leben
Moldoff, der im New Yorker Stadtteil Manhattan geboren wurde, wuchs gemeinsam mit seinen zwei Brüdern (Sonny und Stan) in der Bronx auf. Mit siebzehn begann er für den Verlag National Periodicals als Zeichner zu arbeiten. Dort gestaltete er zunächst Sport-Cartoons, die in den Action Comics abgedruckt wurden, und arbeitete danach überwiegend als Cover-Zeichner, d. h. als Zeichner der Titelblätter eines Heftes, für verschiedene Serie, so etwa für All-American Comics. In den frühen 1940er Jahren schuf Mayer die Reihe Black Pirate, die die Abenteuer eines Seeräubers zum Inhalt hatte, und arbeitete an den Comics über den außerirdischen Polizisten Hawkman.
Nach vorübergehender Teilnahme am Zweiten Weltkrieg zu Beginn der 1940er Jahre kehrte Moldoff 1945 in seinen alten Beruf zurück. 1953 übernahm er als Ghost-Zeichner von Bob Kane die Zeichnungen für die Comics um den Superhelden Batman, die er insgesamt vierzehn Jahre lang, bis 1967 gestaltete. Da Moldoffs Name in den Story-Credits ungenannt blieb, wurden die betreffenden Geschichten lange Bob Kane zugeschrieben, der sie tatsächlich nur in Auftrag gegeben hatte. Neben Dick Sprang und Win Mortimer wurden Moldoff so zum wichtigsten Batman-Zeichner der 1950er Jahre. Zu den zahlreichen neuen Figuren deren Erscheinungsbild Mayer in dieser Zeit entwarf zählen unter anderem die Öko-Terroristin Poison Ivy der Zaubergnom Bat-Mite und der "Bat-Hund" Ace.
1967 wurde Moldoff zusammen mit einer Reihe anderer bekannter Zeichner wie Wayne Boring oder George Papp von DC entlassen, so dass er fortan darauf angewiesen war, seinen Unterhalt als Illustrator für Fernsehzeichentrickserien wie Courageous Cat and Minute Mouse – für die er die Storyboards entwarf – sowie für "Fast-Food"-Restaurantketten wie Burger King und Red Lobster – für die Comichefte gestaltete, die den sogenannten "Kindermenüs" beigelegt wurden – zu verdienen.
Sheldon Moldoff lebte mit seiner Ehefrau Shirley in Florida, Lauderhill, wo er am 29. Februar 2012 im Alter von 91 Jahren verstarb.

## Preise
Zu den zahlreichen Preisen, die Moldoff im Laufe seiner langen Karriere gewann, gehört unter anderem der Inkpot Award, der ihm 1991 verliehen wurde.